# 모건 메이슨

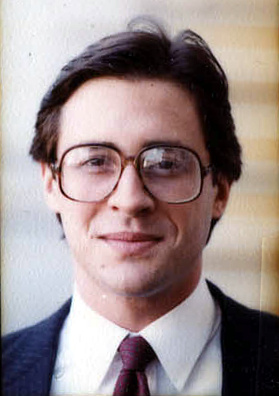

모건 메이슨(Morgan Mason, 1955년 6월 26일 ~ )은 미국의 배우, 영화배우, 영화 프로듀서, 정치인이다.
베벌리힐스에서 태어났다.

## 영화
- 서브젝트 솔저 (1995년)
- 하베스트(영어판) (1993년)
- 캐티 21살의 비망록 (1991년)
- 섹스 거짓말 그리고 비디오테이프 (1989년)
- 도요새 (1965년)